# Meragisa politioides
Meragisa politioides är en fjärilsart som beskrevs av William Schaus 1901. Meragisa politioides ingår i släktet Meragisa och familjen tandspinnare. Inga underarter finns listade i Catalogue of Life.